# Elkhart (Indiana)
Elkhart település az Amerikai Egyesült Államok Indiana államában, Elkhart megyében. Lakosainak száma 53 923 fő (2020. április 1.).

## Közlekedés
A települést érinti az Amtrak egyik távolsági vasúti járata is, a Capitol Limited.

## Népesség
A település népességének változása:

| 2010 | 50 949 |
| 2020 | 53 923 |